# 僕散渾坦
僕散渾坦，蒲與路挾懣人。

## 传记
僕散渾坦身高七尺，勇健有力，善騎射。16岁时，就跟随父亲僕散胡沒速征伐。初授修武校尉，是宗弼随从（紮）。天眷二年(1139年)，與宋嶽飛相抗拒时，渾坦带領六十騎，深入侦查，到达鄢陵，击敗宋護糧餉軍七百餘人，俘獲很多。皇統九年，授予慈州刺史，再遷升利涉軍節度使，授世襲濟州和術海鸞猛安涉里斡設謀克。貞元初，因为丧亲离任。起復原有的官职，曆任泰寧、永定軍，改咸平尹。完颜亮殺渾坦弟樞密使僕散忽土，召渾坦至南京。朝见后，完颜亮沈思许久，对他说：「你有舊功，不是因为僕散忽土得到的官职，因为这个致罪，很让人怜悯惋惜。」于是就釋放了他。改任興平軍節度使。金世宗即位，以為廣甯尹。窩斡反叛，僕散渾坦為行軍都統，與曷懶路總管徒單克寧一起在左翼部队，在長濼打敗窩斡。改任臨潢尹。平定了賊军，賜金帛。改任曷懶路兵馬都總管。移任顯德軍、慶陽尹。退休。大定十二年（1172年），金世宗思念僕散渾坦的舊功，起用他為利涉軍節度使，又以金紫光祿大夫身份退休。去世，年七十二岁。

## 评价
金史/卷82：僕散渾坦曆任十七个官职，从未担任副职。他生性沈厚有见识，雖没有读书求学，在聽取意见决斷事务上是精明的，所到之处都有施政的好名声。

## 家庭
父：
僕散胡沒速